# Govindkopp, Bagalkot
Govindkopp là một làng thuộc tehsil Bagalkot, huyện Bagalkot, bang Karnataka, Ấn Độ.